# De avonden (film)
De avonden is een Nederlandse film uit 1989 van Rudolf van den Berg met in de hoofdrollen Thom Hoffman, Rijk de Gooyer en Pierre Bokma.
De film is gebaseerd op het debuut van schrijver van Gerard Reve, De avonden uit 1947. De internationale titel van de film is Evenings. De film won twee Gouden kalveren, die voor Beste Acteur (Hoffman) en voor Beste Film. De film trok 67.158 bezoekers in 1989.

## Verhaal
Terwijl het jaar 1946 ten einde loopt, loopt Frits van Egters door Amsterdam. Hij is begin twintig en woont nog bij zijn ouders. Hij heeft een weinig interessant baantje in een stoffig archief en voelt ergernis over zijn omgeving. Hij ergert zich dood aan zijn vader die onbekommerd boeren en winden laat, met de eetlepel suiker uit de pot schept en zo doof is als een kwartel. Vader Van Egters kan totaal niet tegen kritiek en is daardoor slecht aanspreekbaar. Hoewel Frits met zijn moeder een beter contact heeft, ergert hij zich ook aan haar zorgelijke bestaan. Na zijn werk gaat hij vaak op stap, met zijn vrienden Viktor en Jaap bijvoorbeeld of met zijn broer Joop en diens vrouw Ina. Op een reünie van het gymnasium ontmoet hij een oude schoolkameraad Wim, die een grote indruk op Frits maakt. Dat is niet wederzijds, want Frits is geen vrolijke jongen. Hij praat graag over allerlei ziektes, aftakeling en dood, terwijl ook de naderende kaalheid van zijn vrienden een terugkerend onderwerp is. En hij worstelt met zijn seksuele identiteit. Vooral Wim blijft in zijn gedachten en een aantal keren loopt hij langs de winkel in herenmode waar Wim werkt. 
Soms raakt hij seksueel de kluts kwijt, en hij probeert zijn vriendin Bep aan te randen. Bep heeft echter wel degelijk zin, en het is Frits die wegrent. Later heeft hij wellustige dromen waarin hij met mannen en vrouwen seks heeft. Als Frits weer door Amsterdam loopt hoort hij dat Wim zelfmoord heeft gepleegd. Hoewel hij geschokt is door het bericht, laat hij niets blijken. Inmiddels is het oudejaarsavond 1946 en de moeder van Frits heeft wijn gekocht, althans dat denkt ze, maar het is vruchtensap, 'bessen-appel'. Frits zelf heeft een grote wens, hij wil voor het einde van het jaar echt contact met zijn vader. Maar het is al te laat, de klok slaat twaalf en het jaar is voorbij. Frits gaat de straat op en praat hardop terwijl het vuurwerk wordt afgestoken. Als hij weer wat is gekalmeerd, keert hij terug naar huis en kruipt in bed. Hij heeft een droom waarin zijn ouders hem begrijpen.

## Rolverdeling
| Acteur                   | Personage           |
| ------------------------ | ------------------- |
| Thom Hoffman             | Frits van Egters    |
| Rijk de Gooyer           | de vader van Frits  |
| Viviane De Muynck        | de moeder van Frits |
| Pierre Bokma             | Maurits             |
| Elja Pelgrom             | Bep                 |
| Dela Maria Vaags         | Pim                 |
| Jobst Schnibbe           | Wim                 |
| Gijs Scholten van Aschat | Viktor              |
| Kees Hulst               | Joop Egberts        |
| Gwen Eckhaus             | Ina                 |
| Gijs de Lange            | Jaap                |
| Hilde de Mildt           | Joosje              |
| Sylvia de Leur           | Stien               |
| Leen Jongewaard          | Arie                |
| Cees van Oyen            | Wening              |
| Frits Barend             | man op reünie       |
| Wigbolt Kruijver         | Gestapoman          |
| Frank Sheppard           | G.I.                |
| Diane Meulbroek          | Droom Pim           |
| Jannie Houweling         | Ouvreuse            |

## Achtergrond
Regisseur Rudolf van den Berg waagde zich in 1989 aan het boek dat bijna heilig is verklaard in de Nederlandse literatuur. Het baanbrekende romandebuut van Gerard Reve uit 1947 was voor veel tijdgenoten van de schrijver een openbaring. Hoewel oudere critici schrokken van de harde en cynische ondertoon en de uitzichtloosheid van het bestaan zoals Reve dat beschrijft, waren juist jongeren getroffen door de overeenkomsten met hun bestaan, zo vlak na de Tweede Wereldoorlog. Later werd de roman gezien als een van de meesterwerken van de Nederlandse literatuur. Geen eenvoudig boek om te verfilmen, vanwege het feit dat veel van de inhoud zich afspeelt in het hoofd van Frits van Egters. Van den Berg durfde het aan en werd belaagd door acteurs die wilden meespelen. Rijk de Gooyer die De avonden zag als zijn lievelingsboek hing direct aan de telefoon omdat hij gewoon een rol in de film moest hebben. Hij werd gecast als vader Van Egters. Voor de rol van Frits van Egters wilde Van den Berg een jonge, nog onbekende acteur. Verschillende acteurs waren in de race, zoals Rick Hendriks, Jop de Vries, Eric Corton, Dick van den Toorn en zelfs cabaretier Erik van Muiswinkel. Uiteindelijk ging de rol naar de zeer ervaren en bekende Thom Hoffman. De film werd opgenomen tussen 20 februari en 14 april 1989. In het scenario wordt, anders dan in het boek, de onderdrukte homoseksualiteit van Frits van Egters naar voren geschoven. Hierbij maakte de scenarist gebruik van het feit dat er in 1989 meer bekend was over de seksuele gevoelens van Gerard Reve dan in 1947. De film suggereert dat Frits zijn ouders wil laten weten dat hij homoseksueel is, maar dat gevoel aan de andere kant blijft onderdrukken. Na het uitkomen van de film publiceerde Thom Hoffman het boek '23 brieven aan Frits van Egters over het maken van De avonden' (1989). De film had een affiche dat werd geprezen om zijn uitvoering. Het ontwerp was van Joost Veerkamp. De kritiek was de film goedgezind, al was er wel kritiek op de muziek van Bob Zimmerman die als 'pompeus en clichématig' werd omschreven.

## Prijzen
Gouden Kalf 1990 voor:
- Beste Speelfilm
- Beste acteur (Thom Hoffman)

Houston International Film Festival 1991
- Beste Buitenlandse film